# Primavelans
Genre
Primavelans est un genre d'ectoproctes de la famille des Pacificincolidae (ordre des Cheilostomatida).

## Systématique
Le genre Primavelans a été créé en 2006 par le biologiste marin belge Hans De Blauwe (d) avec pour espèce type Primavelans insculpta,.

## Liste d'espèces
Selon World Register of Marine Species (6 décembre 2021) :
- Primavelans insculpta (Hincks, 1883) - espèce type
- Primavelans mexicana (Soule, Soule & Chaney, 1995)

## Publication originale
- (en) Hans De Blauwe, « On the taxonomy and distribution of the family Pacificincolidae Liu & Liu, 1999 (Bryozoa, Cheilostomata) with the description of a new genus », Bulletin de l'Institut Royal des Sciences Naturelles de Belgique, Biologie, Institut royal des sciences naturelles de Belgique, vol. 76,‎ 2006, p. 139-145 (ISSN 0374-6429, lire en ligne).